# Hermann Seewald
Hermann Seewald (* 5. Oktober 1901 in Berlin; † 1977 ebenda) war ein deutscher Architekt, Gebrauchsgrafiker und Ausstellungsgestalter.

## Leben und Werk
Seewald studierte von 1919 bis 1921 in Berlin an der Kunstgewerbe- und Handwerkerschule und von 1921 bis 1923 an der Akademie für Kunstgewerbe Dresden. Ab 1925 arbeitete er in Berlin freischaffend vor allem als Ausstellungsgestalter. Seewald war auch für die grafische Gestaltung der Deutschen Bauzeitung verantwortlich (belegt u. a. 1935). Seewald war Mitglied der KPD. Als der Gebrauchsgrafiker Peterpaul Weiss 1938 von den Nazis Arbeitsverbot erhielt, gab Seewald ihm gelegentlich Aufträge.
Seewald nahm als Soldat der Wehrmacht am Zweiten Weltkrieg teil und arbeitete nach der Entlassung aus der Kriegsgefangenschaft in Ost-Berlin wieder als Gebrauchsgrafiker. Er entwarf, mehrfach mit Weiß, u. a. politische und Ausstellungsplakate und war dann vor allem maßgeblich an der Gestaltung einer Vielzahl von wichtigen Ausstellungen in der DDR beteiligt. Von Seewald stammt auch das Projekt für die Instandsetzung der Rathaushalle und der Gerichtslaube des Rathauses von Frankfurt (Oder) ab 1976.
1951 erhielt Seewald im Kollektiv mit Weiß, Willi Wolfram und Hans Scheller den 2. Preis des Goethe-Preises der Stadt Berlin.
Seewald war Mitglied des Verbands Bildender Künstler der DDR und Mitglied der Leitung deren Sektion Gebrauchsgrafik. Er war 1962/1963 auf der Fünften Deutsche Kunstausstellung in Dresden vertreten.

## Zeitgenössische Rezeption (1932)
„Hermann Seewald, der Architekt, erweist sich hier als ausgezeichneter Graphiker. Seine Graphik profitiert vom Wissen des Architekten um konstruktive Notwendigkeiten, seine Ausstellungsarchitektur von den künstlerischen Ausdrucksmitteln der Graphik … Einfachheit und Klarheit der Konstruktion, Sinnfälligkeit der Argumentierung, große ästhetische Geschlossenheit, da ist das Ergebnis der glücklichen Paarung.“
H. K. Frenzel: Hermann Seewald. In: Gebrauchsgraphik, 11/1932, S. 3

## Werke

### Ausstellungsgestaltungen (unvollständig)
- 1929: Stand der DEROP auf der Leipziger Frühjahrsmesse
- 1931: Stand des Verbands der Deutschen Dachziegelindustrie auf der Deutschen Bauausstellung
- 1932: Stand der Arbeitsgemeinschaft Holz auf der Grünen Woche
- 1932: Koje der Stadt Potsdam und plastische Fotomontagen auf der Ausstellung „Sonne, Luft und Haus für alle“
- 1947: Ausstellung "Berlin im Aufbau" (Auftrag des Magistrats von Berlin)
- 1949: 2. Deutsche Kunstausstellung in der Dresdner Stadthalle NordplatzAb

- ab 1958: Gedenkstätte Sachsenhausen
- 1959: Lagermuseum der Mahn- und Gedenkstätte Ravensbrück

### Weitere gebrauchsgrafische Arbeiten (Auswahl)
- 1934: Mengen- und Schaubilder der deutschen Automobilindustrie
- 1934: Schaubild Arbeiterschutz – Arbeiterwohlfahrt